# MUD
För filmen från 2012, se Mud (film).
MUD står för Multi User Dungeons eller Multi User Dimension och är en typ av textbaserat rollspel i realtid på Internet. 
Deltagarna spelar sin roll i en definierad värld. Upplägget kan handla om att rollpersonen utför stordåd i den fiktiva värld som MUD:en utgör, samlar saker och besegrar motståndare. Upplägget i berättelserna påminner inte sällan om bordsrollspelet Dungeons & Dragons och att delta är för det mesta gratis.
Det finns också MUD som efterliknar verkliga världar där personer möts och diskuterar under digitala förklädnader som inte nödvändigtvis överensstämmer med personernas verkliga identiteter.
Mudconnect och TopMud Sites är databaser för olika MUD där administratörer kan lägga till information om sitt MUD och spelare kan diskutera.
Exempel på olika MUD är Cantr II och Discworld MUD. Det svenska MUD-spelet SvenskMud lanserades 1991 genom datorföreningen Lysator vid Linköpings universitet.

## Bakgrund
Runt 1980 började internet bli en arena för spelare. I samband med att University of Essex kopplades ihop sitt nätverk med ARPANET nådde MUD (även kallat MUD1 eller Essex MUD) ut globalt. En MUD-våg drog över internet och fler spel lanserades i snabbt takt.
Under den senare delen av 1980-talet utvecklades spelen och många får grafik. Man kan se MUD-spelen som en föregångare till multiplayerspel som World of Warcraft, EverQuest och Ultima Online, liksom virtual reality-baserade Second Life.

## MOO
MOO (MUD object oriented) är en variant av MUD. Termen används i två distinkta men relaterade sammanhang. I det första avses de program som har sitt ursprung i den första MOO-servern och det andra till alla de MUD som använder sig av objektorienterad programmeringsteknik för att organisera sin objektdatabas.
Den ursprungliga MOO-servern skrevs av Stephen White och senare av administratörer från LambdaMOO och Pavel Curtis, en före detta anställd på Xerox Palo Alto Research Center (PARC).